# Altenhagen (Sundhagen)
Altenhagen ist ein Ortsteil der Gemeinde Sundhagen im Landkreis Vorpommern-Rügen.

Altenhagen zwischen 1880 und 1920

## Geografie und Verkehr
Altenhagen liegt 11 Kilometer nordöstlich der Stadt Grimmen, 15 Kilometer südlich von Stralsund und 17 Kilometer nordwestlich von Greifswald. Östlich des Ortes verläuft die als vierstreifige Autostraße ausgebaute Bundesstraße 96, östlich verläuft seit 1863 die Bahnstrecke Greifswald–Stralsund und weiter östlich die Bundesstraße 105, die ehemalige B 96.

## Geschichte
Altenhagen ist dem Namen nach eine frühdeutsche (1230 bis 1400) Hagensiedlung (Rodungssiedlung im Wald).
Der Ort wurde erstmals am 28. September 1320 urkundlich erwähnt, als die Gebrüder von Starkow dem Stralsunder Bürger Schulow eine Rente aus Altenhagen – genannt Oldenhaghen verkauften.
In dem PUM 1835 (preuß. Urmesstischblatt) zeigt sich der Ort als Dreiseithof mit 3 dazugehörigen Katen. Im Messtischblatt (MTB) von 1880 stellt sich der Ort ähnlich dar, aber der Hof ist kompakter und größer. Von den Katen ist nur noch ein größerer übrig geblieben.
1871 hatte Altenhagen folgende amtliche Statistik: 2 Wohngebäude, in denen 4 Haushaltungen vorhanden waren. Der Ort hatte 35 Einwohner, 1867 waren es nur 33. Alle hatten die evangelische Konfession.
Das MTB von 1920 zeigt eine identische Struktur, aber der Hof wurde jetzt als Gut bezeichnet.
Nach der Bodenreform von 1945 zeigt sich das Dorf mit 3 Neubauernhöfen und veränderte sich bis heute nicht weiter.
Altenhagen war bis 1952 Teil des Landkreises Grimmen und gehörte danach bis 1994 zum Kreis Grimmen im Bezirk Rostock. Seit 1990 gehört Altenhagen zum Land Mecklenburg-Vorpommern.
Altenhagen schloss sich am 7. Juni 2009 mit den Gemeinden Behnkendorf, Brandshagen, Kirchdorf, Miltzow, Reinberg und Wilmshagen zur neuen Gemeinde Sundhagen zusammen.